# Dreamer (Ozzy-Osbourne-Lied)
Dreamer ist ein Lied des britischen Rockmusikers Ozzy Osbourne, das er mit Marti Frederiksen und Michael Jones komponiert hat. Es wurde Anfang 2002 als zweite Single aus dem achten Studioalbum Down to Earth ausgekoppelt.

## Hintergrund
Der Song wurde bereits drei Jahre vor der Veröffentlichung geschrieben (Copyright: Pearl White Music, 2000). Osbourne bezeichnete Dreamer als sein Lieblingslied von Down to Earth. Außerdem zog er oft Vergleiche mit John Lennons Imagine. Lennon hatte einen großen Einfluss auf Osbourne gehabt, was sich auch in der Textzeile „After all, there's only just the two of us.“ bemerkbar macht, da ein Beatles-Lied mit dem Namen Two of Us existiert. In der Zeitung The Sun äußerte er außerdem, dass Paul McCartney angefragt wurde auf dem Song die Bass-Parts zu übernehmen. Der lehnte ab mit der Begründung, dass er nichts verbessern könne, was schon fertig sei.

## Musikvideo
Beim Dreh des Musikvideos führte Rob Zombie Regie.
Das Video zeigt Osbourne an zwei unterschiedlichen Schauplätzen: Zum einen in einem verschneiten Wald, wo Kinder spielen und teilweise die im Hintergrund zu hörenden Instrumente wie Violinen spielen; zum anderen in einem von Kerzenschein erleuchteten Gebäude, in dem sich Osbourne und seine Soloband befinden.

## Rezeption

### Chartplatzierungen
Down to Earth war insgesamt weniger erfolgreich als die Vorgängeralben. Dreamer wurde allerdings im europäischen Raum ein Radiohit. So erreichte der Song Platz 18 in Großbritannien, Platz 15 in den Niederlanden, Platz 13 in Finnland, Platz zehn in der Schweiz, Platz drei in Dänemark sowie Platz zwei in Deutschland und Österreich. In den USA konnte sich der Song nicht in den Charts platzieren.
| ChartsChartplatzierungen     | Höchstplatzierung | Wochen |
| ---------------------------- | ----------------- | ------ |
| Deutschland (GfK)            | 2 (23 Wo.)        | 23     |
| Österreich (Ö3)              | 2 (24 Wo.)        | 24     |
| Schweiz (IFPI)               | 10 (21 Wo.)       | 21     |
| Vereinigtes Königreich (OCC) | 18 (6 Wo.)        | 6      |

| ChartsJahrescharts (2002) | Platzierung |
| ------------------------- | ----------- |
| Deutschland (GfK)         | 14          |
| Österreich (Ö3)           | 27          |
| Schweiz (IFPI)            | 74          |

### Auszeichnungen für Musikverkäufe
| Land/Region        | Auszeichnungen für Musikverkäufe (Land/Region, Auszeichnung, Verkäufe) | Verkäufe |
| ------------------ | ---------------------------------------------------------------------- | -------- |
| Dänemark (IFPI)    | Gold (Physisch) · + Gold (Digital)                                     | 49.000   |
| Deutschland (BVMI) | Gold                                                                   | 250.000  |
| Österreich (IFPI)  | Gold                                                                   | 20.000   |
| Insgesamt          | 4× Gold ·                                                              | 319.000  |

### Coverversionen
Der deutsche Komiker Andreas Müller veröffentlichte 2003 eine parodistische Coverversion  in sächsischer Mundart unter dem Titel Ossi Ostbourne (Drieben Remix), ebenso der deutsche Comedian Thomas Nicolai 2004 (als „Horsti Ostborn“) unter dem Titel Dorheeme.